# Eduard Müller (duchowny)
Eduard Müller (ur. 15 listopada 1818 w Kwielicach, zm. 6 stycznia 1895 w Nysie) – niemiecki duchowny i polityk, tzw. apostoł Berlina, uznawany jest za najważniejszą postać w podjętym w XIX wieku dziele odbudowy katolicyzmu w Niemczech.

## Życiorys
Był synem sołtysa. W latach 1832–1839 uczęszcza do głogowskiego gimnazjum katolickiego. Jako 20 letni młodzieniec często gości w Sanktuarium Maryjnym w Grodowcu, gdzie odprawia żarliwe modlitwy. Wpływ na jego życie duchowe miała ślepota z którą zmagał się od dziecka oraz wczesna śmierć jego matki.
Po zdaniu matury Eduard Müller wyjechał do Wrocławia gdzie studiował teologię na Uniwersytecie Wrocławskim.
W 1843 został wyświęcony na kapłana i odbył swoją prymicję w kościele pw. św. Michała Archanioła w rodzinnych Kwielicach.
Po debiucie pełnienia posługi kapłańskiej w Lwówku Śląskim i latach nauczania religii w gimnazjum żagańskim, Müllera skierowano w roku 1852 do Berlina gdzie objął stanowisko wikarego misyjnego na obszarze Berlina i Brandenburgii.
W przeciągu czterdziestu lat, Eduard Müller żarliwie działa na rzecz kościoła. W stolicy Prus, Brandenburgii i na Pomorzu tworzy szereg nowych parafii i stowarzyszeń skupiających powiększające się grona wiernych, a także gorliwie nadzoruje powstanie nowych świątyń i miejsc umożliwiających przeprowadzanie spotkań i nabożeństw. Odznacza się głęboką wiarą oraz całkowitym oddaniem bliźnim. Sam żyje w spartańskich warunkach, mieszkając przez długie lata w mansardzie.
W Berlinie zakłada towarzystwa katolickie, stając się zarazem pierwszym prezesem związku czeladników założonego przez Adolfa Kolpinga.
W roku 1865 Müller uzyskuje tytuł radcy duchownego, a w 1888 – prezesa generalnego wszystkich stowarzyszeń katolickich w Niemczech.
Müller był jednym z inicjatorów założenia partii Centrum, a także przez dwadzieścia lat deputowanym do Reichstagu.
Wydawał periodyki katolickie, a także był współzałożycielem wydawnictwa Germania. Gazety „Märkische Volkszeitung".
Mimo zapracowania corocznie odbywał pielgrzymkę do Grodowca.
Cztery lata przed śmiercią, Eduard Müller wrócił na Śląsk i zamieszkał w domu Zgromadzenia Sióstr św. Elżbiety (Elżbietanki) w Nysie. Pochowano go na cmentarzu św. Jadwigi w Berlinie. W roku 1920 jego szczątki przeniesiono do kościoła św. Edwarda, wybudowanego dla uczczenia jego pamięci.